# História da Irlanda (400-800)
A História da Irlanda de 400 a 800 abrange a gradual emergência a partir do período da sua proto-história (inscrições em ogham na língua paleoirlandesa, menções na etnografia greco-romana) até ao começo da era viquingue. O período incluí a chamada missão hiberno-escocesa da Irlanda cristianizada para a Grã-Bretanha e Europa pagãs.

## História cristã primitiva
A história irlandesa registada começa com a introdução do cristianismo e da literacia em latim, com início no século V ou pouco tempo antes. Quando comparada com as vizinhas sociedades insulares, a Irlanda cristã primitiva está muito bem documentada, mas as fontes não são de fácil interpretação. Muitas questões permanecem por responder e o estudo desta época continua a produzir novas teorias e descobertas. Desde o final do século XIX, quando estudiosos como Kuno Meyer e Whitley Stokes aplicaram uma aproximação rigorosa ao estudo das fontes escritas, uma grande quantidade de nova informação tem sido extraída desse material escrito. Novos campos como a paleobotânica contribuíram para o debate, enquanto o volume de evidência arqueológica aumentava.

## História eclesiástica

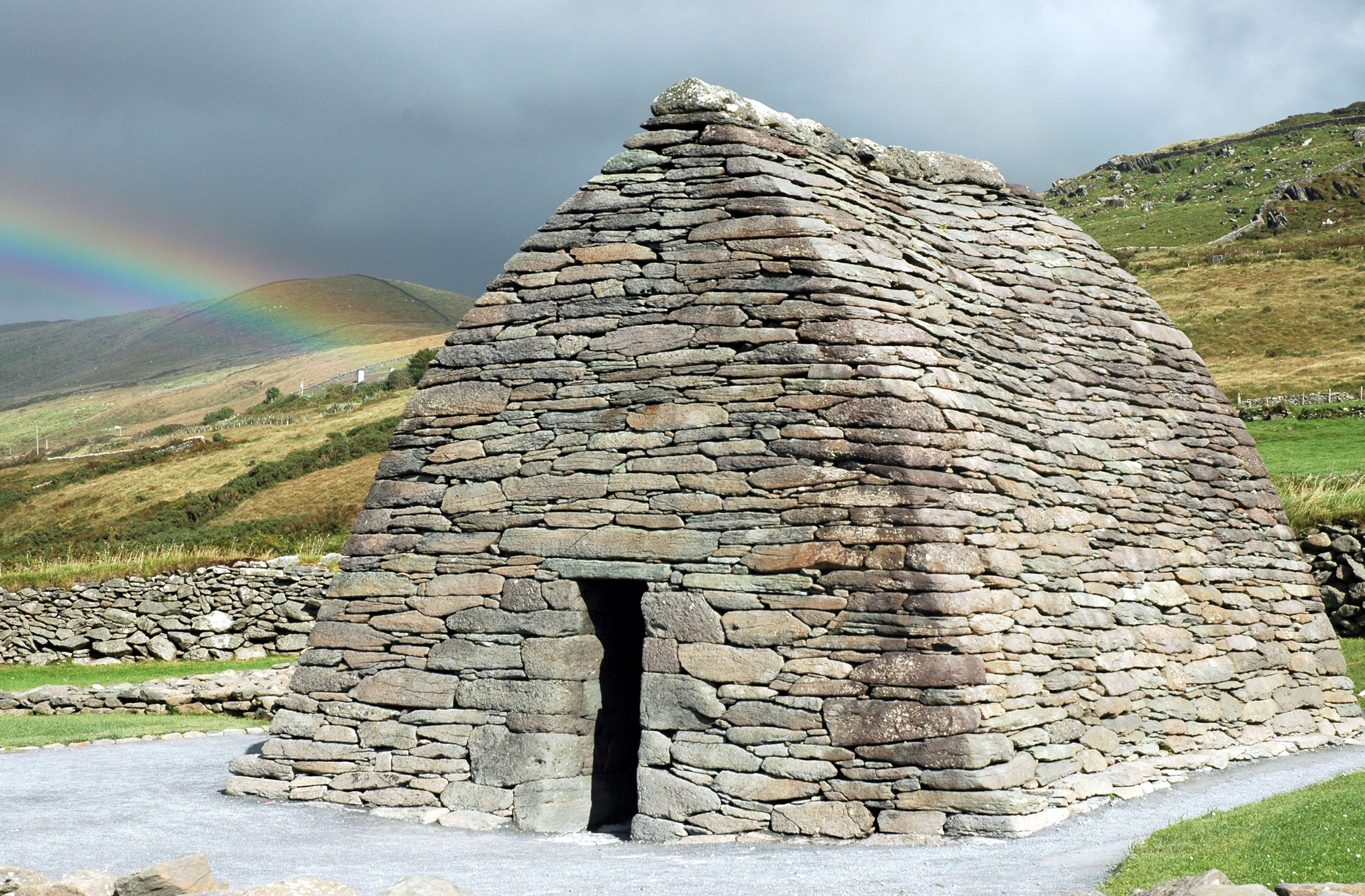
O Oratório de Galaro, uma das primeiras igrejas construídas na Irlanda.

O primeiro evento histórico fiável na história irlandesa, registado na Crónica de Próspero da Aquitânia, é a ordenação de Paládio por parte do Papa Celestino I, como primeiro bispo dos cristãos da Irlanda, em 431, demonstrando que já nessa altura viviam cristãos na Irlanda. Próspero da Aquitânia refere, na sua Contra Collatorem, que com este acto, o papa "tornou cristã a ilha bárbara", apesar de a cristianização da ilha ter sido claramente um processo mais longo e gradual.
A missão de São Patrício é tradicionalmente datada desta altura - a data mais antiga para a sua chegada à Irlanda, derivada dos anais irlandeses, é 432, apesar de os escritos de São Patrício não possuírem nada datável de forma segura.. É provável que as actividades de Paládio tenham ocorrido no sul da Irlanda, associadas ao Castelo de Cashel, enquanto que as de São Patrício tenham ocorrido no norte, associadas à localidade de Armagh. No início do século VI, a Igreja tinha desenvolvido dioceses separadas, com bispos como as figuras eclesiásticas mais proeminentes, mas o país era ainda predominantemente pagão. O movimento monástico, liderado por abades, teve lugar no meio do século VI, e por volta do ano 700, a Irlanda era um país cristão, com a Igreja sendo parte importante da sociedade irlandesa. O estatuto dos eclesiásticos era regulado pela lei secular, e muitos dos líderes eclesiásticos vieram de famílias aristocráticas irlandesas. No século VIII, ocorreram mesmo guerras entre os vários mosteiros.
Do século VII para a frente, clérigos irlandeses como São Columbano e São Columba eram activos na região da Gália e da Inglaterra anglo-saxónica. A mistura dos estilos dos irlandeses, dos pictos e dos anglo-saxões criaram o estilo de arte insular, representado pelos Evangelhos de Lindisfarne e pelo Livro de Kells. A instituição educativa na Irlanda era tão reputada na altura que muitos estudiosos viajavam da Grã-Bretanha e do Europa continental para estudar em escolas irlandesas.

## História política

Imagem do mapa da Irlanda na idade média (400-800)

A Irlanda era mais controlável do que algumas regiões, como por exemplo, o País de Gales. E que mesmo assim foi documentada no século VII como a mais fragmentada da Europa: até 150 ‘reinos’ coexistiam na ilha, e esse número não mudou substancialmente em nosso período. O que mais favoreceu a gestão do tuáth foi o senso de ‘tribo’ presente na política da época, que por mais que estivesse sujeito a vários reis e níveis de comando (principalmente após 500), estavam submetidos a uma organização política com duas famílias de reis particularmente importantes, ambas consistindo de várias linhagens autônomas, cada uma controlando um tuáth separado, mas unidas por uma ancestralidade comum reivindicada e um reconhecimento de que havia apenas um chefe de família supremo em qualquer época.
Eoin MacNeill identificou o "mais antigo facto certo da história política da Irlanda" como sendo a existência, no fim do período pré-histórica, de uma pentarquia que era provavelmente constituída pelos cóiceda ou "fifths" de Ulaid (Ulster), Connachta (Connacht), Laigin (Leinster), Mumu (Munster) e Mide (Meath), apesar de algumas variantes descontarem Mide e dividirem Mumu em dois.
No entanto, na aurora da história, esta pentarquia já não existia. O aparecimento de novas dinastias, nomeadamente Uí Néill no norte e centro, e Eóganachta no sudoeste, mudaram a paisagem política. A dinastia Uí Néill, ou o seu grupo ancestral, Connachta, reduziram Ulaid nos condados de Down e Antrim, por volta dos séculos IV ou V, estabelecendo o reino tributário de Airgíalla no centro e o reino Uí Néill de Ailech a oeste da velha província. Os anais irlandeses também mostram um estado bélico regular entre Uí Néill e Laigin no centro, com Uí Néill conquistando território tão a sul como o fronteira entre os condados de Kildare e Offaly, reclamando também o reino de Hill of Tara, começando o ser conceptualizado como o Grande Reino da Irlanda. Isto levou a uma nova divisão do condado em duas metades, Leth Cuinn, nomeado em relação a Conn Cétchathach, suposto antepassado dos Uí Néill e Connachta, no norte, e Leth Moga, nomeado em relação a Mug Nuadat, suposto antepassado dos Eoganachta, no sul. A propaganda dinástica afirmava ser esta uma divisão tradicional datando do século II, mas provavelmente terá aparecido no século VIII, sob o poder de Uí Néill.